# Bombus lucorum
Bombus lucorum, conocido como el abejorro de cola blanca, es una especie de abejorro ampliamente distribuida y común en toda Europa. Este nombre ha sido utilizado de forma general para referirse a un conjunto de especies de abejorros casi idénticos o crípticos. En 1983, Scholl y Obrecht acuñaron el término complejo Bombus lucorum para describir tres taxones (B. lucorum, Bombus magnus y Bombus cryptarum), ya que son muy parecidos y difíciles de distinguir.
Un estudio reciente sobre estas especies a lo largo de su área de distribución ha permitido esclarecer su presencia en Europa y el norte de Asia, extendiéndose casi hasta el océano Pacífico. Sin embargo, los análisis genéticos han confirmado que Bombus lucorum es la especie más común y ampliamente distribuida, mientras que B. cryptarum se encuentra principalmente en zonas montañosas por encima de los 2100 metros sobre el nivel del mar, y B. magnus es mucho menos frecuente.
Bombus lucorum ha sido distinguido de B. terrestris por la mayoría de los autores desde hace casi un siglo, y esta distinción ya no se discute. Aunque muy extendido, B. lucorum ha sido menos estudiado que B. terrestris, en parte porque sus colonias son más pequeñas, su diapausa más prolongada y sus requerimientos ecológicos más estrictos, lo que ha dificultado su domesticación. En los países del sur de Europa, se restringe a colinas y zonas montañosas, sin llegar a las costas del Mediterráneo, mientras que hacia el norte alcanza el litoral del mar de Barents.

## Taxonomía y filogenia
Bombus lucorum pertenece al orden Hymenoptera, que agrupa a insectos como hormigas, abejas, avispas y moscas sierra. Se encuentra dentro de la familia Apidae, propia de las abejas, y forma parte del género Bombus, que incluye a los abejorros. Dentro de este género, se clasifica en el subgénero Bombus sensu stricto, al que también pertenecen otras cinco especies europeas: B. terrestris, B. sporadicus, B. magnus, B. cryptarum y la propia B. lucorum. Esta última guarda una estrecha relación con B. terrestris, B. magnus y B. cryptarum, diferenciándose de ellas solo por leves rasgos morfológicos, mencionados anteriormente.

## Descripción e identificación
Bombus lucorum es un abejorro de gran tamaño, este presenta una probóscide corta y un patrón de color negro predominante, con un collar amarillo claro, una franja amarilla en el segundo segmento abdominal y una distintiva cola blanca. También pueden encontrarse ejemplares más claros u oscuros, siendo los machos más variables en coloración que las hembras. Las formas más oscuras son comunes en el norte de Fennoscandia, el suroeste de Noruega y la isla de Gotland, en el mar Báltico.

### Reinas
Las reinas miden entre 18 y 22 mm de largo, tienen una envergadura aproximada de 36 mm y un peso que oscila entre 0,46 y 0,70 gramos. Para identificar a las reinas del grupo B. lucorum se usan tres formas del primer collar amarillo. Si el borde del collar baja hacia el centro, puede ser B. magnus o B. cryptarum. Aunque un estudio mostró que estas características del collar no siempre permiten distinguir bien las especies porque pueden mezclarse.
Existen otros detalles para diferenciarlas, como la forma de la boca, los puntos en el cuerpo y la forma de las patas traseras, pero tampoco se ha comprobado bien si funcionan siempre. En resumen, se puede identificar a las reinas del grupo B. lucorum con estas características, pero no es totalmente seguro solo con el color del collar.

### Machos
Los machos alcanzan de 16 a 18 mm y se distinguen de las reinas por su cara amarilla y una mayor cantidad de vello de color amarillo. Las claves basadas en la coloración del pelaje facial son poco fiables y solo funcionan en algunas regiones específicas, pero no en todo el área europea. Además, los machos de B. terrestris pueden confundirse con B. cryptarum, que a veces tiene pelaje facial oscuro.
Se han propuesto otros caracteres morfológicos, como la punteadura del segundo terguito, el tamaño de los ocelos y la forma del octavo terguito, pero su fiabilidad a nivel europeo no está confirmada. Por ello, actualmente la identificación completamente fiable de los machos solo puede lograrse mediante métodos bioquímicos o genéticos, ya que la morfología no es suficiente para distinguir claramente entre las especies del complejo.

### Obreras
Las obreras, en cambio, son más pequeñas, con longitudes de 12 a 18 mm y pesos entre 0,04 y 0,32 gramos. La identificación de las obreras del complejo Bombus lucorum es muy complicada y menos precisa que la de las reinas. La coloración y forma del primer collar pueden variar y no siempre permiten distinguir las especies. Algunos detalles morfológicos, como la forma basal del labro (que puede ser en “U” o “V”) y las punteaduras del segundo terguito, parecen útiles para diferenciar algunas especies, pero no son completamente fiables ni consistentes en todos los casos. En general, la identificación solo mediante rasgos morfológicos resulta poco segura, especialmente cuando las tres especies conviven en la misma zona. Por ello, es necesario combinar estas observaciones con análisis genéticos para obtener una identificación más precisa y fiable.

## Distribución y hábitat
Bombus lucorum está ampliamente distribuido en diversas regiones del hemisferio norte, incluyendo el Paleártico (con presencia en Japón), el Oriental, el Ártico y partes del Neártico occidental. Es especialmente frecuente en latitudes altas. También se ha registrado en Islandia —donde probablemente fue introducido por acción humana— y en el Reino Unido. Habita una gran variedad de entornos como zonas costeras, campos de cultivo, praderas, brezales, áreas urbanas, jardines, regiones montañosas y lindes de bosques. En general, puede encontrarse en cualquier lugar donde haya flores disponibles como fuente de alimento.

## Colonia
Bombus lucorum es una de las especies de abejorros que emerge más temprano tras la hibernación. Las reinas pueden aparecer desde febrero, aunque en el sur de Gran Bretaña suelen hacerlo en marzo. Al despertar, vuelan cerca del suelo en busca de lugares adecuados para anidar, mientras recolectan néctar y polen para abastecer el futuro nido. Cuando están listas para establecer la colonia, suelen llevar visibles cargas de polen en sus patas posteriores. Las obreras comienzan a aparecer entre finales de marzo y mediados de mayo, y la colonia puede alcanzar hasta 400 individuos, estudios demuestran que el tamaño de esta puede determinar el éxito biológico. Los machos emergen más adelante, normalmente a partir de agosto. Estas se aparean antes de que, en otoño, tanto la reina fundadora como los machos mueran, y las reinas jóvenes entren en hibernación para reiniciar el ciclo al año siguiente.

## Apareamiento
Los machos de Bombus lucorum generan feromonas en la glándula salival ubicada en la cabeza, y las utilizan para marcar objetos a lo largo de sus rutas de patrullaje mediante la liberación de compuestos volátiles. Esta secreción es una mezcla compleja que contiene alrededor de sesenta compuestos. Aunque la biosíntesis de estas feromonas aún no se comprende del todo, se cree que derivan de lípidos corporales comunes. Curiosamente, tanto los machos jóvenes como los viejos presentan niveles similares de secreción glandular, lo que indica que su producción no disminuye con la edad.

## Interacción con otras especies

### Parásitos
B. bohemicus es una abeja cuco que parasita los nidos de otras especies, depositando sus huevos en ellos. Frecuentemente, B. lucorum actúa como huésped de B. bohemicus, y dado que B. lucorum es abundante en Europa, esta relación permite que B. bohemicus también prospere en la región.

### Dieta
Tras salir de la hibernación, las reinas se alimentan de flores como azafrán, brezo, mahonia, ortigas blancas y rojas, prunus, grosellas en flor y campanillas azules. Sin embargo, las abejas también visitan una amplia variedad de otras plantas, incluyendo muchas especies de jardín como lavanda, hebe, rododendro, ortigas muertas, cardos y arvejas, además de ceanoto, alhelí, campánula, aligustre, salvia, hipérico, zarza, bartsia roja, tréboles, altramuces, madreselva, sedum, centaurea, buddleia...

### Robo de néctars.
En comparación con otras especies de abejorros, B. lucorum posee una probóscide más corta, lo que le hace preferir flores con corolas cortas y flores tipo margarita. Sin embargo, para compensar esta limitación, las obreras han desarrollado una técnica para extraer el néctar perforando la flor con la vaina córnea que rodea su lengua. De este modo, acceden al néctar sin ingresar al interior de la flor, evitando el contacto con el polen y, por tanto, sin contribuir a la polinización. Así, la flor pierde su néctar y queda con un orificio que facilita el acceso a otros insectos.